# Ernie Ball

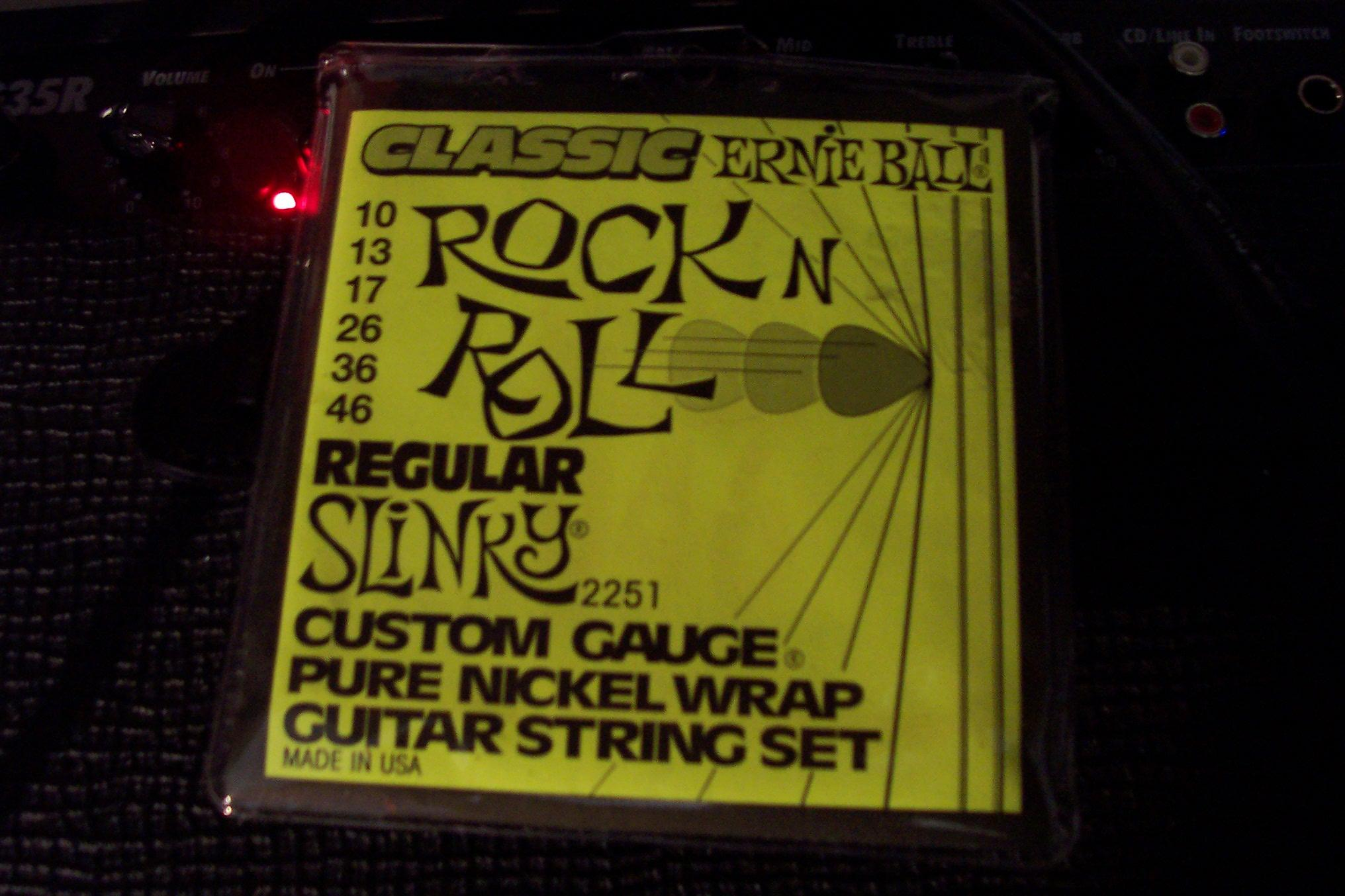
Ernie_Ball_Pure_Nickel_Wrap_Guitar_String_Set

Ernie Ball é uma empresa, fundada por Ernie Ball (1930 – 2004), americana e proprietária da marca registrada de guitarras, Music Man, e que tem como área de atuação a comercialização de instrumentos musicais, cordas, cabos, palhetas e vários outros acessórios para instrumentos, com negócios da ordem de 40 Milhões de dólares por ano.
A linha de produtos da empresa conta com guitarras e baixos Music Man, pedais, encordoamentos cujas cordas foram e ainda são usadas por Angus Young(AC/DC), produtos de limpeza e manutenção para instrumentos musicais, além de patrocinar diversos artistas como Angus Young, John Petrucci, Joe Satriani, Steve Morse, Steve Vai, Eric Clapton, Jimmy Page, Steve Lukather, Slash, James Hetfield, Synyster Gates, Adrian Smith, Dave Murray, entre outros.
Dentre seus produtos se destacam as cordas Slinky, os baixos Music Man StingRay (projetados por Leo Fender), guitarras de altíssimo nível como John Petrucci Model (usada por John Petrucci, do Dream Theater), Steve Morse Model (usada por Steve Morse no seu grupo, Dixie Dregs, com o Deep Purple), Music Man "Luke" Signature Model (usada por Steve Lukather, do Toto) e Albert Lee Model, entre outras.
Ernie Ball, o fundador da empresa, foi também que introduziu a guitarra baixo acústico nos Estados Unidos, no início dos anos 70.